# Josef Felix Ineichen

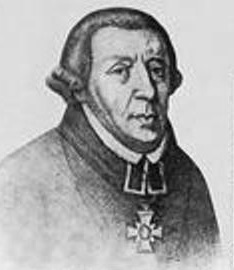
Josef Felix Ineichen als Stiftsherr von Beromünster

Josef (Joseph) Felix Ineichen, Dichtername der alte Sepp (* 1. Juni 1745 in Ballwil; † 21. Mai 1818 in Beromünster), war ein Schweizer römisch-katholischer Geistlicher. Mit seinen im Dialekt des Luzerner Gäus geschriebenen Gedichten war er ein Pionier der schweizerdeutschen Mundartliteratur.

## Leben
Ineichen war der Sohn eines Gastwirts, Kirchmeiers und Wachtmeisters. Er besuchte das Jesuitengymnasium in Luzern und liess sich anschliessend zum Priester ausbilden; die Priesterweihe empfing er 1769. Noch im gleichen Jahr war er Vikar in Ruswil, von 1770 bis 1776 Pfarrer in Udligenswil und von 1776 bis 1793 in Neuenkirch; von 1791 bis 1793 war er überdies Sextar des Kapitels Sursee. Von 1793 bis 1802 wirkte er als Kaplan im Frauenkloster Rathausen, kehrte dann aufgrund von Depressionen nach Ballwil zurück und wirkte von 1804 bis 1808 als Kaplan in Baldegg. 1808 wurde er schliesslich Chorherr in Beromünster. Von 1810 bis zu seinem Tod war Ineichen Mitglied der Helvetischen Gesellschaft, der damals Franz Joseph Stalder vorstand.
Ineichen wurde als liebenswürdiger und humorvoller Mensch sowie als gern gesehener Gesellschafter beschrieben. Er hatte einen grossen Kropf, der Anlass zu zahlreichen Witzen über sich selbst bot. «Um nie verlegen zu sein», sammelte er auch Anekdoten. Darüber hinaus führte er Hefte für geschichtliche Notizen und Mundartausdrücke, die aber schon 1859 verschollen waren.

## Schaffen
Ineichen war der erste namhafte schweizerdeutsche Mundartdichter, neben dem «flacheren» Jost Bernhard Häfliger, den er «an Originalität übertraf». Er schrieb grösstenteils in der Mundart des Luzerner Gäus, vereinzelt ahmte er, wo es das Thema nahelegte, diejenige Nidwaldens nach. Seine «metrisch recht anspruchsvollen Lieder» sind vielfach aus der Optik eines Bauern verfasst und zuerst «tendenziell helvetikfreundlich», ab 1802 teils «historisch-patriotisch», teils humoristisch. Im umfangreichsten seiner Gedichte, dem Paradies, werden auch Einflüsse der süddeutschen Mundartdichtung deutlich – es ist eine freie, inhaltlich um aktuelle Bezüge aktualisierte und «verluzernerte» Nachdichtung von Sebastian Sailers Sündenfall. Sein anlässlich der Schlachtjahrzeit 1808 vorgetragenes Lied uf d’ Sempacherschlacht trug ihm die Chorherrenpfründe in Beromünster ein, um die er sich schon längere Zeit beworben hatte.
Ineichens Gedichte, denen er bekannte oder auch eigens komponierte Melodien unterlegte, sang er an geselligen Anlässen vor. Er selbst brachte sie nie zum Druck, doch fanden sie über Abschriften und fliegende Blätter weite Verbreitung. Erst 1859, über vierzig Jahre nach des Verfassers Tod, gab Heinrich Ineichen – der selbst eifrig der Mundart zugetan war und der Redaktion des Schweizerischen Idiotikons ein umfangreiches Manuskript über das Luzerndeutsche zur Verfügung stellte – eine (unvollständige) Sammlung unter dem Titel Lieder vom alten Sepp heraus. Auf das darin enthaltene Paradies reagierte die Schweizerische Kirchenzeitung empört – das spätbarocke Gedicht wurde im strengen 19. Jahrhundert missverstanden. 1961 wurden zwei von Ineichens Liedern in Alfred Leonz Gassmanns Sammlung Was unsere Väter sangen aufgenommen.
Der Schweizer Volkskundler Hans Trümpy würdigte Ineichen wie folgt:

«Ineichen war ein starkes Talent, vertraut mit der volkstümlichen Poesie seiner Heimt, fähig, Übernommenes in eigener Weise umzugestalten, und erfüllt von einer ursprünglichen Freude am Spiel mit der Sprache. Er schrieb ohne literarische Ansprüche, nur für einen verhältnismässig engen Kreis, dem er sich anzuvertrauen wagte. Seine Poesie ist mehr als ein geschicktes Verseschmieden; sie lässt sich nur aus seinem Wesen heraus völlig verstehen. Schon darum verdiente Ineichen eine würdige Monographie.»

## Werk
- Lieder vom alten Sepp, Joseph Ineichen, gewesenem Chorherren v. Münster, gebürtig v. Ballwyl. Gesammelt und herausgegeben von Freunden volksthümlicher Dichtung [eigentlich: von Heinrich Ineichen]. Schiffmann, Lucern 1859 (online).

## Fussnoten
1. ↑  So laut Hörsch/Bannwart, S. 211, wonach gemäss Auskunft der Redaktion des Historischen Lexikons der Schweiz dessen digitale Version korrigiert wurde. Das Historisch-Biographische Lexikon der Schweiz, Band IV, S. 347 nannte den 3. März; übernommen wurde diese Angabe von Walter Haas für Lozärnerspròòch, S. 80 und für die gedruckte Ausgabe des Historischen Lexikons der Schweiz, Band 6, S. 624 sowie von Anna Stüssi für das Deutsche Literatur-Lexikon, Band 8, Sp. 376.
2. ↑  Der von Walter Haas in Lozärnerspròòch, S. 23 und 80 vermutete zusätzliche Besuch der Schule des Prämonstratenserklosters Obermarchtal in Schwaben wird von Hörsch/Bannwart in ihrer detailreichen Beschreibung von Ineichens Lebensweg nicht erwähnt und dürfte damit nicht zutreffen.
3. ↑  Jahrzahlen nach Hörsch/Bannwart, S. 211; in Heinrich Ineichens Vorwort zu den Liedern des alten Sepp finden sich vereinzelte Unklarheiten und Abweichungen.
4. ↑  Nach dem von Heinrich Ineichen in den Liedern des alten Sepp, S. V–XVI, verfassten Lebensbild.
5. 1 2  Hans Trümpy in Schweizerdeutsche Sprache und Literatur, S. 308.
6. 1 2 3  Walter Haas im Historischen Lexikon der Schweiz.
7. ↑  Hans Trümpy in Schweizerdeutsche Sprache und Literatur, S. 302 ff.
8. ↑  Hans Trümpy in Schweizerdeutsche Sprache und Literatur, S. 307; Walter Haas in Lozärnerspròòch, S. 23.
9. ↑  Heinrich Ineichen in Lieder vom alten Sepp, S. XI f.
10. ↑  Walter Haas: Lozärnerspròòch. Eine Geschichte der luzerndeutschen Mundartliteratur mit einem Verfasserlexikon und einem Lesebuch. Räber, Luzern/Stuttgart 1968, S. 78–80.
11. ↑  Walter Haas in Lozärnerspròòch, S. 81.
12. ↑  Walter Haas in Lozärnerspròòch, S. 82.

| Personendaten    | Personendaten                                                                   |
| ---------------- | ------------------------------------------------------------------------------- |
| NAME             | Ineichen, Josef Felix                                                           |
| ALTERNATIVNAMEN  | Ineichen, Josef; Ineichen, Joseph; Der alte Sepp (Pseudonym)                    |
| KURZBESCHREIBUNG | Schweizer katholischer Pfarrer, Pionier der schweizerdeutschen Mundartliteratur |
| GEBURTSDATUM     | 1. Juni 1745                                                                    |
| GEBURTSORT       | Ballwil                                                                         |
| STERBEDATUM      | 21. Mai 1818                                                                    |
| STERBEORT        | Beromünster                                                                     |